# Medaillewinnaars EK Kunstschaatsen paren
De Europese kampioenschappen kunstschaatsen worden jaarlijks door de Internationale Schaatsunie (ISU) georganiseerd. Dit artikel geeft een overzicht van de medaillewinnaars bij de paren.

## Historie
De Duitse en Oostenrijkse schaatsbond, verenigd in de "Deutscher und Österreichischer Eislaufverband", organiseerden zowel het eerste EK schaatsen voor mannen als het eerste EK kunstschaatsen voor mannen in 1891 in Hamburg, Duitse Keizerrijk, nog voor het ISU in 1892 werd opgericht. De internationale schaatsbond nam in 1892 de organisatie van het EK kunstschaatsen over. In 1895 werd besloten voortaan de Wereldkampioenschappen kunstschaatsen te organiseren en kwam het EK te vervallen. In 1898 vond toch weer een herstart plaats van het EK.
De vrouwen en paren strijden vanaf 1930 jaarlijks om het Europees kampioenschap. De ijsdansers strijden vanaf 1954 om de Europese titel kunstrijden. Alle kampioenschappen werden vanaf 1947 altijd in één gaststad georganiseerd.
Er werden geen kampioenschappen gehouden in 1896 en 1897 (geen organisatie), in 1902 en 1903 (geen ijs) en tijdens en direct na de Eerste Wereldoorlog (zeven jaar) en tijdens en direct na de Tweede Wereldoorlog (ook zeven jaar).
Tot en met 1948 kon elk land dat bij de ISU aangesloten was deelnemers inschrijven. Nadat de Canadese Barbara Ann Scott en de Amerikaan Richard Button beide de titel in 1948 veroverden werd de deelname vanaf 1949 beperkt tot de Europese leden van de ISU. Pas in 1999 konden niet Europese deelnemers deelnemen aan het equivalent van het EK, het Viercontinentenkampioenschap.
In 2020 werd het 84e toernooi voor de paren georganiseerd.

## Kampioenen
Zesendertig paren uit elf landen werden tot nu toe (editie 2020) Europees kampioen. Het Sovjet paar Irina Rodnina / Aleksandr Zajtsev zijn recordhouder met zeven titels (tussen 1973-1980). Het Duitse paar Marika Kilius / Hans-Jürgen Bäumler zijn een goede tweede met zes titels, van 1959-1964 opeenvolgend.
Irina Rodnina veroverde eerder met Aleksej Oelanov vier titels (1969-1972), waardoor ze in totaal elf keer de EK titel binnenhaalde.

## Medaillewinnaars
In 1947 stonden de Belgische paren Micheline Lannoy / Pierre Baugniet en Suzanne Diskeuve / Edmond Verbustel op respectievelijk de eerste en de derde plaats. Er heeft nog geen Nederlands paar op het erepodium bij EK kunstschaatsen gestaan.
Zestien keer stonden er drie paren uit hetzelfde land op het erepodium. Acht keer waren dit paren uit de Sovjet-Unie (1969, 1971, 1977, 1980, 1985, 1986, 1990 en 1991), en ook acht keer paren uit Rusland (1992, 1994, 2005, 2012, 2014, 2015, 2018 en 2020).
| Jaar      | Locatie                                             | Goud                                                | Zilver                                              | Brons                                               |
| --------- | --------------------------------------------------- | --------------------------------------------------- | --------------------------------------------------- | --------------------------------------------------- |
| 1930      | Wenen                                               | Olga Orgonista / Sándor Szalay                      | Emilia Rotter / László Szollás                      | Gisela Hochaltinger / Otto Preissecker              |
| 1931      | Sankt Moritz                                        | Olga Orgonista / Sándor Szalay                      | Emilia Rotter / László Szollás                      | Lilly Gaillard / Willy Petter                       |
| 1932      | Parijs                                              | Andrée Brunet / Pierre Brunet                       | Lilly Gaillard / Willy Petter                       | Idi Papez / Karl Zwack                              |
| 1933      | Londen                                              | Idi Papez / Karl Zwack                              | Lilly Gaillard / Willy Petter                       | Mollie Philips / Rodney Murdoch                     |
| 1934      | Praag                                               | Emilia Rotter / László Szollás                      | Idi Papez / Karl Zwack                              | Zofja Bilorowna / Tadeusz Kowalski                  |
| 1935      | Sankt Moritz                                        | Maxi Herber / Ernst Baier                           | Idi Papez / Karl Zwack                              | Lucy Gallo / Rezső Dillinger                        |
| 1936      | Berlijn                                             | Maxi Herber / Ernst Baier                           | Violet Cliff / Leslie Cliff                         | Piroska Szekrenyessy / Attila Szekrenyessy          |
| 1937      | Praag                                               | Maxi Herber / Ernst Baier                           | Ilse Pausin / Erich Pausin                          | Piroska Szekrenyessy / Attila Szekrenyessy          |
| 1938      | Troppau                                             | Maxi Herber / Ernst Baier                           | Ilse Pausin / Erich Pausin                          | Inge Koch / Gunther Noack                           |
| 1939      | Zakopane                                            | Maxi Herber / Ernst Baier                           | Ilse Pausin / Erich Pausin                          | Inge Koch / Gunther Noack                           |
| 1940-1946 | geen kampioenschappen wegens de Tweede Wereldoorlog | geen kampioenschappen wegens de Tweede Wereldoorlog | geen kampioenschappen wegens de Tweede Wereldoorlog | geen kampioenschappen wegens de Tweede Wereldoorlog |
| 1947      | Davos                                               | Micheline Lannoy / Pierre Baugniet                  | Winifred Silverthorne / Dennis Silverthorne         | Suzanne Diskeuve / Edmond Verbustel                 |
| 1948      | Praag                                               | Andrea Kékesy / Ede Király                          | Blažena Knittlová / Karel Vosátka                   | Herta Ratzenhofer / Emil Ratzenhofer                |
| 1949      | Milaan                                              | Andrea Kékesy / Ede Király                          | Marianne Nagy / Lászlo Nagy                         | Herta Ratzenhofer / Emil Ratzenhofer                |
| 1950      | Oslo                                                | Marianne Nagy / Lászlo Nagy                         | Eliane Steinemann / André Calame                    | Jennifer Nicks / John Nicks                         |
| 1951      | Zürich                                              | Ria Baran / Paul Falk                               | Eliane Steinemann / André Calame                    | Jennifer Nicks / John Nicks                         |
| 1952      | Wenen                                               | Ria Baran / Paul Falk                               | Jennifer Nicks / John Nicks                         | Marianne Nagy / Lászlo Nagy                         |
| 1953      | Dortmund                                            | Jennifer Nicks / John Nicks                         | Marianne Nagy / Lászlo Nagy                         | Sissy Schwarz / Kurt Oppelt                         |
| 1954      | Bolzano                                             | Silvia Grandjean / Michel Grandjean                 | Sissy Schwarz / Kurt Oppelt                         | Soňa Balůnova / Miroslav Balůn                      |
| 1955      | Boedapest                                           | Marianne Nagy / Lászlo Nagy                         | Vera Suchánková / Zdeněk Doležal                    | Marika Kilius / Franz Ningel                        |
| 1956      | Parijs                                              | Sissy Schwarz / Kurt Oppelt                         | Marianne Nagy / Lászlo Nagy                         | Marika Kilius / Franz Ningel                        |
| 1957      | Wenen                                               | Vera Suchánková / Zdeněk Doležal                    | Marianne Nagy / Lászlo Nagy                         | Marika Kilius / Franz Ningel                        |
| 1958      | Bratislava                                          | Vera Suchánková / Zdeněk Doležal                    | Nina Zhuk / Stanislav Zhuk                          | Joyce Coates / Anthony Holles                       |
| 1959      | Davos                                               | Marika Kilius / Hans-Jürgen Bäumler                 | Nina Zhuk / Stanislav Zhuk                          | Joyce Coates / Anthony Holles                       |
| 1960      | Garmisch-Partenkirchen                              | Marika Kilius / Hans-Jürgen Bäumler                 | Nina Zhuk / Stanislav Zhuk                          | Margret Gobl / Franz Ningel                         |
| 1961      | Oost-Berlijn                                        | Marika Kilius / Hans-Jürgen Bäumler                 | Margret Gobl / Franz Ningel                         | Margrit Senf / Peter Gobel                          |
| 1962      | Genève                                              | Marika Kilius / Hans-Jürgen Bäumler                 | Ludmila Belousova / Oleg Protopopov                 | Margret Gobl / Franz Ningel                         |
| 1963      | Boedapest                                           | Marika Kilius / Hans-Jürgen Bäumler                 | Ludmila Belousova / Oleg Protopopov                 | Tatjana Zhuk / Alexander Gavrilov                   |
| 1964      | Grenoble                                            | Marika Kilius / Hans-Jürgen Bäumler                 | Ludmila Belousova / Oleg Protopopov                 | Tatjana Zhuk / Alexander Gavrilov                   |
| 1965      | Moskou                                              | Ludmila Belousova / Oleg Protopopov                 | Gerda Johner / Ruedi Johner                         | Tatjana Zhuk / Aleksandr Gorelik                    |
| 1966      | Bratislava                                          | Ludmila Belousova / Oleg Protopopov                 | Tatjana Zhuk / Aleksandr Gorelik                    | Margo Glockschuber / Wolfgang Danne                 |
| 1967      | Ljubljana                                           | Ludmila Belousova / Oleg Protopopov                 | Margo Glockschuber / Wolfgang Danne                 | Heidemarie Steiner / Heinz Ulrich Walther           |
| 1968      | Västerås                                            | Ludmila Belousova / Oleg Protopopov                 | Tamara Moskvina / Alexei Mishin                     | Heidemarie Steiner / Heinz Ulrich Walther           |
| 1969      | Garmisch-Partenkirchen                              | Irina Rodnina / Aleksej Oelanov                     | Ludmila Belousova / Oleg Protopopov                 | Tamara Moskvina / Alexei Mishin                     |
| 1970      | Leningrad                                           | Irina Rodnina / Aleksej Oelanov                     | Ljoedmila Smirnova / Andrej Soerajkin               | Heidemarie Steiner / Heinz Ulrich Walther           |
| 1971      | Zürich                                              | Irina Rodnina / Aleksej Oelanov                     | Ljoedmila Smirnova / Andrej Soerajkin               | Galina Karelina / Georgi Proskurin                  |
| 1972      | Göteborg                                            | Irina Rodnina / Aleksej Oelanov                     | Ljoedmila Smirnova / Andrej Soerajkin               | Manuela Groß / Uwe Kagelmann                        |
| 1973      | Keulen                                              | Irina Rodnina / Aleksandr Zajtsev                   | Ljoedmila Smirnova / Aleksej Oelanov                | Almut Lehmann / Herbert Wiesinger                   |
| 1974      | Zagreb                                              | Irina Rodnina / Aleksandr Zajtsev                   | Romy Kermer / Rolf Österreich                       | Ljoedmila Smirnova / Aleksej Oelanov                |
| 1975      | Kopenhagen                                          | Irina Rodnina / Aleksandr Zajtsev                   | Romy Kermer / Rolf Österreich                       | Manuela Groß / Uwe Kagelmann                        |
| 1976      | Genève                                              | Irina Rodnina / Aleksandr Zajtsev                   | Romy Kermer / Rolf Österreich                       | Irina Vorobieva / Alexandr Vlasov                   |
| 1977      | Helsinki                                            | Irina Rodnina / Aleksandr Zajtsev                   | Irina Vorobieva / Alexandr Vlasov                   | Marina Cherkasova / Sergei Shakhrai                 |
| 1978      | Straatsburg                                         | Irina Rodnina / Aleksandr Zajtsev                   | Marina Cherkasova / Sergei Shakhrai                 | Manuela Mager / Uwe Bewersdorff                     |
| 1979      | Zagreb                                              | Marina Cherkasova / Sergei Shakhrai                 | Irina Vorobieva / Igor Lisovski                     | Sabine Baess / Tassilo Thierbach                    |
| 1980      | Göteborg                                            | Irina Rodnina / Aleksandr Zajtsev                   | Marina Cherkasova / Sergei Shakhrai                 | Marina Pestova / Stanislav Leonovich                |
| 1981      | Innsbruck                                           | Irina Vorobieva / Igor Lisovski                     | Christina Riegel / Andreas Nischwitz                | Marina Cherkasova / Sergei Shakhrai                 |
| 1982      | Lyon                                                | Sabine Baess / Tassilo Thierbach                    | Marina Pestova / Stanislav Leonovich                | Irina Vorobieva / Igor Lisovski                     |
| 1983      | Dortmund                                            | Sabine Baess / Tassilo Thierbach                    | Elena Valova / Oleg Vasiliev                        | Birgit Lorenz / Knut Schubert                       |
| 1984      | Boedapest                                           | Elena Valova / Oleg Vasiliev                        | Sabine Baess / Tassilo Thierbach                    | Birgit Lorenz / Knut Schubert                       |
| 1985      | Göteborg                                            | Elena Valova / Oleg Vasiliev                        | Larisa Seleznova / Oleg Makarov                     | Veronika Pershina / Marat Akbarov                   |
| 1986      | Kopenhagen                                          | Elena Valova / Oleg Vasiliev                        | Jekaterina Gordejeva / Sergej Grinkov               | Elena Bechke / Valeri Kornienko                     |
| 1987      | Sarajevo                                            | Larisa Seleznova / Oleg Makarov                     | Elena Valova / Oleg Vasiliev                        | Katrin Kanitz / Tobias Schröter                     |
| 1988      | Praag                                               | Jekaterina Gordejeva / Sergej Grinkov               | Larisa Seleznova / Oleg Makarov                     | Peggy Schwarz / Alexander König                     |
| 1989      | Birmingham                                          | Larisa Seleznova / Oleg Makarov                     | Mandy Wötzel / Axel Rauschenbach                    | Natalia Mishkutenok / Artur Dmitriev                |
| 1990      | Leningrad                                           | Jekaterina Gordejeva / Sergej Grinkov               | Larisa Seleznova / Oleg Makarov                     | Natalia Mishkutenok / Artur Dmitriev                |
| 1991      | Sofia                                               | Natalia Mishkutenok / Artur Dmitriev                | Elena Bechke / Denis Petrov                         | Evgenia Shishkova / Vadim Naumov                    |
| 1992      | Lausanne                                            | Natalia Mishkutenok / Artur Dmitriev                | Elena Bechke / Denis Petrov                         | Evgenia Shishkova / Vadim Naumov                    |
| 1993      | Helsinki                                            | Marina Eltsova / Andrei Bushkov                     | Mandy Wötzel / Ingo Steuer                          | Evgenia Shishkova / Vadim Naumov                    |
| 1994      | Kopenhagen                                          | Jekaterina Gordejeva / Sergej Grinkov               | Evgenia Shishkova / Vadim Naumov                    | Natalia Mishkutenok / Artur Dmitriev                |
| 1995      | Dortmund                                            | Mandy Wötzel / Ingo Steuer                          | Radka Kovaříková / René Novotný                     | Evgenia Shishkova / Vadim Naumov                    |
| 1996      | Sofia                                               | Oksana Kazakova / Artur Dmitriev                    | Mandy Wötzel / Ingo Steuer                          | Sarah Abitbol / Stephane Bernadis                   |
| 1997      | Parijs                                              | Marina Eltsova / Andrei Bushkov                     | Mandy Wötzel / Ingo Steuer                          | Yelena Berezhnaya / Anton Sikharulidze              |
| 1998      | Milaan                                              | Yelena Berezhnaya / Anton Sikharulidze              | Oksana Kazakova / Artur Dmitriev                    | Sarah Abitbol / Stephane Bernadis                   |
| 1999      | Praag                                               | Maria Petrova / Aleksej Tichonov                    | Dorota Zagórska / Mariusz Siudek                    | Sarah Abitbol / Stephane Bernadis                   |
| 2000      | Wenen                                               | Maria Petrova / Aleksej Tichonov                    | Dorota Zagórska / Mariusz Siudek                    | Sarah Abitbol / Stephane Bernadis                   |
| 2001      | Bratislava                                          | Yelena Berezhnaya / Anton Sikharulidze              | Tatjana Totmjanina / Maksim Marinin                 | Sarah Abitbol / Stephane Bernadis                   |
| 2002      | Lausanne                                            | Tatjana Totmjanina / Maksim Marinin                 | Sarah Abitbol / Stephane Bernadis                   | Maria Petrova / Aleksej Tichonov                    |
| 2003      | Malmö                                               | Tatjana Totmjanina / Maksim Marinin                 | Sarah Abitbol / Stephane Bernadis                   | Maria Petrova / Aleksej Tichonov                    |
| 2004      | Boedapest                                           | Tatjana Totmjanina / Maksim Marinin                 | Maria Petrova / Aleksej Tichonov                    | Dorota Zagórska / Mariusz Siudek                    |
| 2005      | Turijn                                              | Tatjana Totmjanina / Maksim Marinin                 | Joelija Obertas / Sergej Slavnov                    | Maria Petrova / Aleksej Tichonov                    |
| 2006      | Lyon                                                | Tatjana Totmjanina / Maksim Marinin                 | Aliona Savchenko / Robin Szolkowy                   | Maria Petrova / Aleksej Tichonov                    |
| 2007      | Warschau                                            | Aliona Savchenko / Robin Szolkowy                   | Maria Petrova / Aleksej Tichonov                    | Dorota Zagórska / Mariusz Siudek                    |
| 2008      | Zagreb                                              | Aliona Savchenko / Robin Szolkowy                   | Maria Moechortova / Maksim Trankov                  | Joeko Kavagoeti / Alexander Smirnov                 |
| 2009      | Helsinki                                            | Aliona Savchenko / Robin Szolkowy                   | Joeko Kavagoeti / Alexander Smirnov                 | Maria Moechortova / Maksim Trankov                  |
| 2010      | Tallinn                                             | Joeko Kavagoeti / Alexander Smirnov                 | Aliona Savchenko / Robin Szolkowy                   | Maria Moechortova / Maksim Trankov                  |
| 2011      | Bern                                                | Aliona Savchenko / Robin Szolkowy                   | Joeko Kavagoeti / Alexander Smirnov                 | Vera Bazarova / Joeri Larionov                      |
| 2012      | Sheffield                                           | Tatjana Volosozjar / Maksim Trankov                 | Vera Bazarova / Joeri Larionov                      | Ksenia Stolbova / Fjodor Klimov                     |
| 2013      | Zagreb                                              | Tatjana Volosozjar / Maksim Trankov                 | Aliona Savchenko / Robin Szolkowy                   | Stefania Berton / Ondrej Hotárek                    |
| 2014      | Boedapest                                           | Tatjana Volosozjar / Maksim Trankov                 | Ksenia Stolbova / Fjodor Klimov                     | Vera Bazarova / Joeri Larionov                      |
| 2015      | Stockholm                                           | Joeko Kavagoeti / Alexander Smirnov                 | Ksenia Stolbova / Fjodor Klimov                     | Jevgenia Tarasova / Vladimir Morozov                |
| 2016      | Bratislava                                          | Tatjana Volosozjar / Maksim Trankov                 | Aliona Savchenko / Bruno Massot                     | Jevgenia Tarasova / Vladimir Morozov                |
| 2017      | Ostrava                                             | Jevgenia Tarasova / Vladimir Morozov                | Aliona Savchenko / Bruno Massot                     | Vanessa James / Morgan Ciprès                       |
| 2018      | Moskou                                              | Jevgenia Tarasova / Vladimir Morozov                | Ksenia Stolbova / Fjodor Klimov                     | Natalja Zabijako / Aleksandr Enbert                 |
| 2019      | Minsk                                               | Vanessa James / Morgan Ciprès                       | Jevgenia Tarasova / Vladimir Morozov                | Aleksandra Bojkova / Dmitri Kozlovski               |
| 2020      | Graz                                                | Aleksandra Bojkova / Dmitri Kozlovski               | Jevgenia Tarasova / Vladimir Morozov                | Daria Pavljoetsjenko / Denis Chodykin               |

## Medailleklassement per land
| #      | Land             | Goud | Zilver | Brons | Totaal |
| ------ | ---------------- | ---- | ------ | ----- | ------ |
| 1      | Sovjet-Unie      | 25   | 25     | 16    | 66     |
| 2      | Rusland          | 23   | 16     | 20    | 59     |
| 3      | (West-)Duitsland | 18   | 11     | 9     | 38     |
| 4      | Hongarije        | 7    | 6      | 4     | 17     |
| 5      | Oostenrijk       | 2    | 8      | 6     | 16     |
| 6      | Oost-Duitsland   | 2    | 5      | 12    | 19     |
| 7      | Frankrijk        | 2    | 2      | 6     | 10     |
| 8      | Tsjechoslowakije | 2    | 2      | 1     | 5      |
| 9      | Groot-Brittannië | 1    | 3      | 5     | 9      |
| 10     | Zwitserland      | 1    | 3      |       | 4      |
| 11     | België           | 1    |        | 1     | 2      |
| 12     | Polen            |      | 2      | 3     | 5      |
| 13     | Tsjechië         |      | 1      |       | 1      |
| 14     | Italië           |      |        | 1     | 1      |
| Totaal | Totaal           | 84   | 84     | 84    | 252    |

Medaillewinnaars

Mannen · 
Vrouwen ·
Paren · 
IJsdansen

Toernooi

1891 · 
1892 · 
1893 · 
1894 · 
1895 · 
1896-1897 · 
1898 · 
1899 · 
1900 · 
1901 · 
1902-1903 · 
1904 · 
1905 · 
1906 · 
1907 · 
1908 · 
1909 · 
1910 · 
1911 · 
1912 · 
1913 · 
1914 · 
1915-1921 · 
1922 · 
1923 · 
1924 · 
1925 · 
1926 · 
1927 · 
1928 · 
1929 · 
1930 · 
1931 · 
1932 · 
1933 · 
1934 · 
1935 · 
1936 · 
1937 · 
1938 · 
1939 ·
1940-1946 · 
1947 · 
1948 · 
1949 · 
1950 · 
1951 · 
1952 · 
1953 · 
1954 · 
1955 · 
1956 · 
1957 · 
1958 · 
1959 · 
1960 · 
1961 · 
1962 · 
1963 · 
1964 · 
1965 · 
1966 · 
1967 · 
1968 · 
1969 · 
1970 · 
1971 · 
1972 · 
1973 · 
1974 · 
1975 · 
1976 · 
1977 · 
1978 · 
1979 · 
1980 · 
1981 · 
1982 · 
1983 · 
1984 · 
1985 · 
1986 · 
1987 · 
1988 · 
1989 · 
1990 · 
1991 · 
1992 · 
1993 · 
1994 · 
1995 ·
1996 · 
1997 · 
1998 · 
1999 · 
2000 · 
2001 · 
2002 · 
2003 · 
2004 · 
2005 · 
2006 ·
2007 ·
2008 ·
2009 ·
2010 ·
2011 ·
2012 ·
2013 ·
2014 ·
2015 ·
2016 ·
2017 ·
2018 ·
2019 ·
2020 ·
2021 · 
2022 · 
2023 · 
2024 · 
2025

WK kunstschaatsen ·
WK kunstschaatsen junioren ·
Viercontinentenkampioenschap ·
Olympische Spelen